# 맥신 게이츠
맥신 게이츠(Maxine Gates, 1917년 5월 3일 ~ 1990년 7월 27일)는 미국의 배우, 텔레비전 배우, 영화배우이다.
파노라마시티에서 사망하였다.

## 영화
- 자이언트 (1956년)
- 레드 가터스 (1954년)
- 쇼킹 미스 필그림 (1947년)
- 리빙 인 어 빅 웨이 (1947년)